# Vlag van Roemenië
De vlag van Roemenië (Roemeens: Drapelul României) is een verticale driekleur bestaande uit een blauwe, een gele en een rode band. De drie banden zijn even breed. Het huidige ontwerp werd officieel aangenomen in 1994, maar is sinds 1989 in gebruik en was ook in gebruik als Roemeense vlag in de periode van 1866 tot 1948. De eerste vlag, destijds nog bestaande uit drie horizontale banen, dateert uit 1834, maar de kleuren zelf worden al sinds de 9e eeuw gebruikt in de gebieden die tegenwoordig tot Roemenië behoren.
De vlag van Moldavië is, afgezien van het wapen in het midden, bijna identiek aan de Roemeense vlag. De inwoners van Moldavië delen namelijk met de Roemenen eenzelfde taal en cultuur. Bijna helemaal identiek aan de Roemeense vlag is de vlag van Tsjaad (het Roemeense blauw is net iets lichter), maar dat is puur toeval. Ook lijken de Roemeense en Andorrese vlag veel op elkaar.

## Symboliek
De kleuren hebben een diepe oorsprong in Roemeense geschiedenis. De kleuren staan namelijk voor de drie voormalige vorstendommen en historische provincies Walachije (blauw), Transsylvanië (geel) en Moldavië (rood). Elke kleur heeft een eigen geschiedenis in zijn gebied van oorsprong, en de samenvoeging van de drie kleuren is een historisch proces geweest.
De communistische regering (1947-1989) trachtte via propaganda symbolische betekenissen aan de kleuren te geven: rood zou staan voor het bloed van de gevallen helden, geel voor de graanvelden en blauw voor de hemel. De communisten noemden de kleuren ook altijd in de volgorde rood-geel-blauw, terwijl de normale kleurvolgorde (vanaf de hijszijde) net andersom is.
De huidige Roemeense vlag was ontworpen door Petrache Poenaru, op basis van de Franse vlag. Nadat Vladimirescu's leger in 1848 Boekarest binnentrad, werd de vlag voor het eerst officieel gebruikt.

## Ontwerp
De vlag bestaat uit drie banen in drie kleuren: blauw (hijszijde), geel (midden) en rood. De hoogte-breedteverhouding van de vlag is 2:3, waarbij elke kleur een derde van de breedte inneemt.

### Kleuren
De Roemeense wet 75/1994 specificeert de kleuren van de vlag als volgt:
| Codering         | Blauw       | Geel       | Rood      |
| ---------------- | ----------- | ---------- | --------- |
| Pantonecodering  | 280c        | 116c       | 186c      |
| CMYK             | 100-70-0-10 | 0-10-95-0  | 0-90-80-5 |
| RGB-kleursysteem | 0-43-127    | 252-209-22 | 206-17-38 |
| Internet/HTML    | #002B7F     | #FCD116    | #CE1126   |

## Geschiedenis

### Vlaggen van de Roemeense vorstendommen, 9e-19e eeuw
De drie kleuren werden weer gebruikt na de 9e eeuw, in de tijd, waarvan men nu aanneemt, dat het Roemeense volk gevormd werd. De kleuren verschenen op verschillende wijze in vlaggen van de Roemeense vorstendommen uit die tijd en op wapenschilden van Roemeense adel.
Terwijl de combinatie van de kleuren van de huidige Roemeense vlag destijds hooguit toevallig voorkwam, is het een feit dat elk van hen, apart, een zeer belangrijke betekenis had in de drie vorstendommen Walachije, Transsylvanië en Moldavië. Het vorstendom Moldavië gebruikte meestal een rode vlag met ossenkop en gebruikte de rode vlag vanaf de 14e eeuw ook steeds meer. Walachije gebruikte meestal gele of witte, vanaf de 16e eeuw. En terwijl de Roemenen in Transsylvanië geen eigen vlag mochten gebruiken, gebruikten Roemeense families van adel uit dat gebied meestal hemelblauw als voornaamste kleur op hun wapenschild.

#### Vlaggen van het vorstendom Moldavië

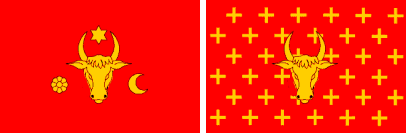
Prinselijke standaarden van het vorstendom Moldavië, 14e-19e eeuw

Het vorstendom Moldavië gebruikte zoals vermeld meestal een rode vlag met de kop van een os, dat ook nu nog het symbool van Moldavië is. Ook het land Moldavië heeft een ossenkop in zijn vlag en wapen.
Over het gebruik en het specifieke ontwerp van de vroegere vlaggen van Moldavië is weinig bekend. De twee tekeningen hiernaast van prinselijke standaarden zijn dan ook bij benadering gemaakt.
Het Verdrag van Adrianopel van 1829 tussen het Ottomaanse Rijk en Rusland betekende voor Moldavië en Walachije toegang tot de wereldhandel. Beide gebieden kregen ook een koopvaardij- en oorlogsvloot. Die van Moldavië kreeg in 1834 een eigen vlag. Na de Revolutie van 1848 werd in 1849 deze handels- en marinevlag gewijzigd.
|  |  |  |  |

#### Vlaggen van het vorstendom Walachije
Tegelijkertijd met Moldavië verkreeg ook Walachije een koopvaardijvloot en een oorlogsvloot. Via een keizerlijk besluit van Mahmut II kreeg Walachije op 24 juni 1834 een eigen oorlogsvlag (voor gebruik te land en ter zee). De vlag bestond uit drie horizontale banen in de kleuren rood, blauw en geel, waarbij de bovenste baan twee keer zo hoog is als elk van de andere twee. In de rode en gele baan stonden vijftien achtpuntige sterren, als verwijzing naar de vijftien toenmalige districten van het gebied. In de blauwe baan stond een witte gekroonde adelaar. Al snel werden de kleuren van de twee onderste banen omgedraaid.
In 1840 werd besloten om voor het gebruik als oorlogsvlag te land een aparte vlag te creëren. Vijf jaar later veranderde men de oorlogsvlag ter zee: een witte gekroonde adelaar in een geel veld met rechts een rood en een blauw vierkant.
|  |  |  |  |

In hetzelfde jaar als de oorlogsvlag eerst werd aangenomen, 1834, werd ook een handelsvlag in gebruik genomen. Ook deze vlag toonde een witte gekroonde adelaar op een geel veld; nu met een rood kanton met daarin drie achtpuntige sterren. Na enige tijd veranderde ook dit ontwerp.

Civiele vlag van het vorstendom Walachije, 1834

### Roemeense 'nationale' vlaggen, 1600-1847

#### 1600: eerste vereniging

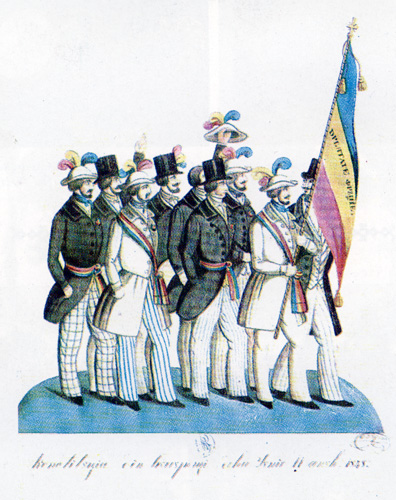
Poster van de Revolutie van 1848 met de eerste Roemeense vlag

Een van de vlaggen uit de Revolutie. Op de vlag staat, in Cyrillische tekens, Dreptate Frăţie, wat Gerechtigheid Broederschap betekent.

Vlag van Koninkrijk Roemenië (1867-1948)

Vlag van Roemenië onder communistisch bestuur (januari-maart 1948)

Vlag van Roemenië onder communistisch bestuur (1948-1952)

Vlag van Roemenië onder communistisch bestuur (1952-1965)

Vlag van Roemenië onder communistisch bestuur (1965-1989)

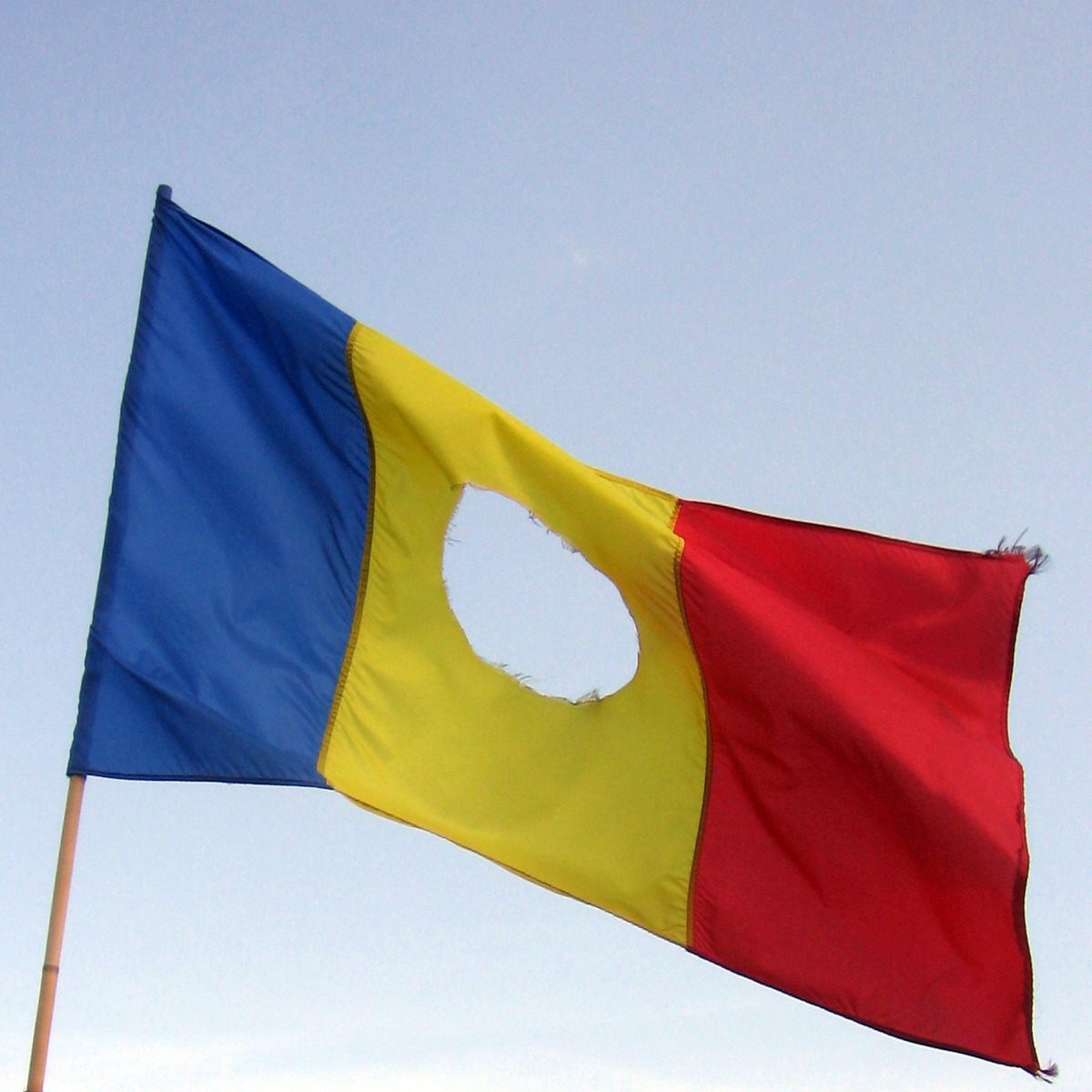
Roemeense vlag waar het communistische wapen uitgeknipt is

In 1600 lukte het Michaël de Dappere om de drie Roemeense vorstendommen voor het eerst in de geschiedenis te verenigen, dat was een historische prestatie en inspireerde vele (latere) nationalistische bewegingen. Als heerser van Transsylvanië en Walachije versloeg hij Moldavië op 18 mei 1600.
Zijn staat bleef niet lang bestaan door instabiliteit, en viel uit elkaar toen Michaël vermoord werd in 1601. Tussen 1599-1601 werden de drie kleuren gebruikt op diploma's die door Michael's beleid als teken van appreciatie werden uitgegeven aan verscheidene edelmannen die Michaël steunden. Ongeveer twintig diploma's met de drie kleuren, kruisen en wapenschilden zijn er later gevonden.

#### De Anti-Phanariotes revolutie van 1821
Tijdens de Anti-Phanariotes Revolutie van 1821 werden de drie kleuren, plus wit, weer gebruikt maar nu door Tudor Vladimirescu, de leider van de opstandelingen. De witte kleur was de belangrijkste in deze vlag.

#### De eerste vlag van 1834
De eerste officieel erkende vlag met de drie kleuren samen werd vastgesteld in 1834 tijdens de regering van Grigore Dimitrie Ghica, toen de sultan van het Ottomaanse Rijk de adoptie van een oorlogsvlag goedkeurde. De drie kleuren lagen horizontaal (met blauw onderaan), en op het gele deel zat een adelaar die een kruis vasthield en een kroon op zijn kop had. De vlag kon gebruikt worden voor de Roemeense commerciële en militaire verenigingen of schepen.
Dit was de eerste officiële hereniging van de drie kleuren en terwijl de vlag toen nog geen nationalistische betekenis had, zou ze later gebruikt worden voor nationalistische bewegingen.

### De revolutie van 1848
Tijdens de revolutionaire gebeurtenissen van 1848 nam een revolutionaire regering een horizontale blauw-geel-rode driekleur aan, met in het midden de Roemeense woorden "Gerechtigheid" en "Broederschap". Dit gebeurde door middel van Decreet nr. 1, op 14 juni 1848, en later wat gedetailleerder in Decreet nr. 252, op 13 juli 1848. Enige tijd later werden de banen verticaal op de vlag geplaatst.
Eerder dat jaar, op 26 april, werden er ook horizontale kleuren gebruikt bij de Nationale Bijeenkomst in Blaj, op het Vrijheidsveld. De Roemenen daar gebruikten in plaats van geel de kleur wit (vermoedelijk in solidariteit met andere Europese revolutionairen, zoals de Fransen en de Hongaren die ook wit voor hun vlaggen gebruikten) en gebruikten ook een andere inscriptie: "Virtus Romana Rediviva" (Roemeense deugd herboren). Uiteindelijk, werd de kleur wit op alle Roemeense vlaggen weer in geel veranderd. In september 1848 werd de revolutionaire regering door Russische en Turkse troepen afgezet.

### De vereniging van 1859
Roemenië ontstond in 1859 uit het samenvoegen van Moldavië en Walachije en had Alexandru Ioan Cuza als vorst. In 1859 werd een horizontale rood-geel-blauwe driekleur (met blauw onderaan) ingevoerd, die al in Walachije in gebruik was. Deze vlag werd gebruikt tot 1866.

### Vorstendom Roemenië
In 1867 werden de kleuren verticaal geplaatst toen Carol I uitgeroepen werd tot vorst van Roemenië, en later koning van Roemenië (1881-1947) - de huidige vlag werd voor het eerst gehesen. De volgorde van de kleuren is sindsdien nooit meer veranderd.

### Communistisch Roemenië
In 1948 voerde het communistische regime (1947-1989) een nieuwe vlag in. Ze verwijderde het koninklijke wapen en zette een nieuw wapen, met Sovjet-invloed, ervoor in de plaats. Tot september 1952 had dit wapenschild geen rode ster die het socialisme symboliseerde, maar deze werd in die maand toch geplaatst. Op 21 augustus 1965 werd het wapen enigszins aangepast: de letters RPR werden vervangen door ROMÂNIA, en links en rechts werden de woorden REPUBLICA respectievelijk SOCIALISTĂ toegevoegd, zodat de nieuwe inscriptie luidde: "Socialistische Republiek Roemenië".

### De revolutie van 1989
Tijdens de revolutie van 1989 werd het communistische wapen door opstandelingen in Timișoara en Boekarest uit een groot aantal vlaggen geknipt. Deze vlag met een gat was een van de symbolen van de revolutie. De nieuwe regering besloot daarom maar om geen wapenschild in de vlag te verwerken, waardoor de vlag gelijk was met de civiele vlag van het Koninkrijk Roemenië.
Op 16 juli 1994 is de huidige vlag in gebruik, die officieel werd aangenomen via Wet nr. 75.

## Vlaginstructie
De vlaginstructie van Roemenië is beschreven in de Roemeense Wet nr. 75.

### Permanent gebruik
De Roemeense vlag bevindt zich permanent op de volgende plaatsen:
- hoofdkwartieren en gebouwen van openbare instellingen;
- hoofdkwartieren van politieke partijen, vakbonden, onderwijs- en culturele instellingen;
- bij grensovergangen en internationale luchthavens;
- elk schip dat onder Roemeense vlag vaart;
- Roemeense ambassades en consulaten in het buitenland.

### Tijdelijk gebruik
De Roemeense vlag wordt getoond bij de volgende gelegenheden:
- op de Roemeense nationale feestdagen, op openbare locaties die daarvoor door lokale autoriteiten worden toegewezen;
- tijdens lokale, nationale en internationale officiële festiviteiten en gebeurtenissen, op de plaats van handeling;
- tijdens officiële bezoeken van buitenlandse staatshoofden, regeringsleiders, ministers van Buitenlandse Zaken en belangrijke vertegenwoordigers van internationale organisaties, op belangrijke plaatsen langs de route die ze nemen (waaronder vliegvelden, treinstations en havens);
- tijdens militaire ceremonies;
- tijdens sportcompetities;
- tijdens en voor de verkiezingen (verkiezingscampagnes, bij de stembureaus en bij kantoren van lokale kiesraden).

### Persoonlijk gebruik
De Roemeense vlag mag door burgers thuis uitgestoken worden. Ook bedrijven mogen dat doen.

### Rouw
In tijden van rouw hangt de vlag halfstok. De regering bepaalt de momenten waarop dat moet gebeuren.

### Met andere nationale vlaggen
De vlaggen van andere staten mogen in Roemenië alleen getoond worden wanneer zij vergezeld zijn van de Roemeense vlag en dan alleen bij bezoeken van buitenlandse afgevaardigden, internationale gebeurtenissen en alleen in openbare plaatsen en locaties van de overheid.
Het gebruik van de Roemeense vlag bij manifestaties die georganiseerd worden door internationale organisaties valt onder internationale regels.
De vlag van de Europese Unie mag getoond worden op plaatsen waar de Roemeense vlag present is.
Wanneer in Roemenië de Roemeense vlag vergezeld wordt door één of meerdere vlaggen van andere staten, dan gelden de volgende regels:
- wanneer de Roemeense vlag met één buitenlandse vlag hangt, moet de Roemeense vlag links van de andere vlag hangen (van voren gezien);
- wanneer de Roemeense vlag met meerdere buitenlandse vlaggen hangt, moet de Roemeense vlag in het midden hangen wanneer het aantal vlaggen oneven is; bij een even aantal vlaggen moet de Roemeense vlag aan de linker van de twee middelste masten hangen;
- alle nationale vlaggen moeten dezelfde afmetingen hebben en op dezelfde hoogte van de mast hangen.

## Dag van de Vlag

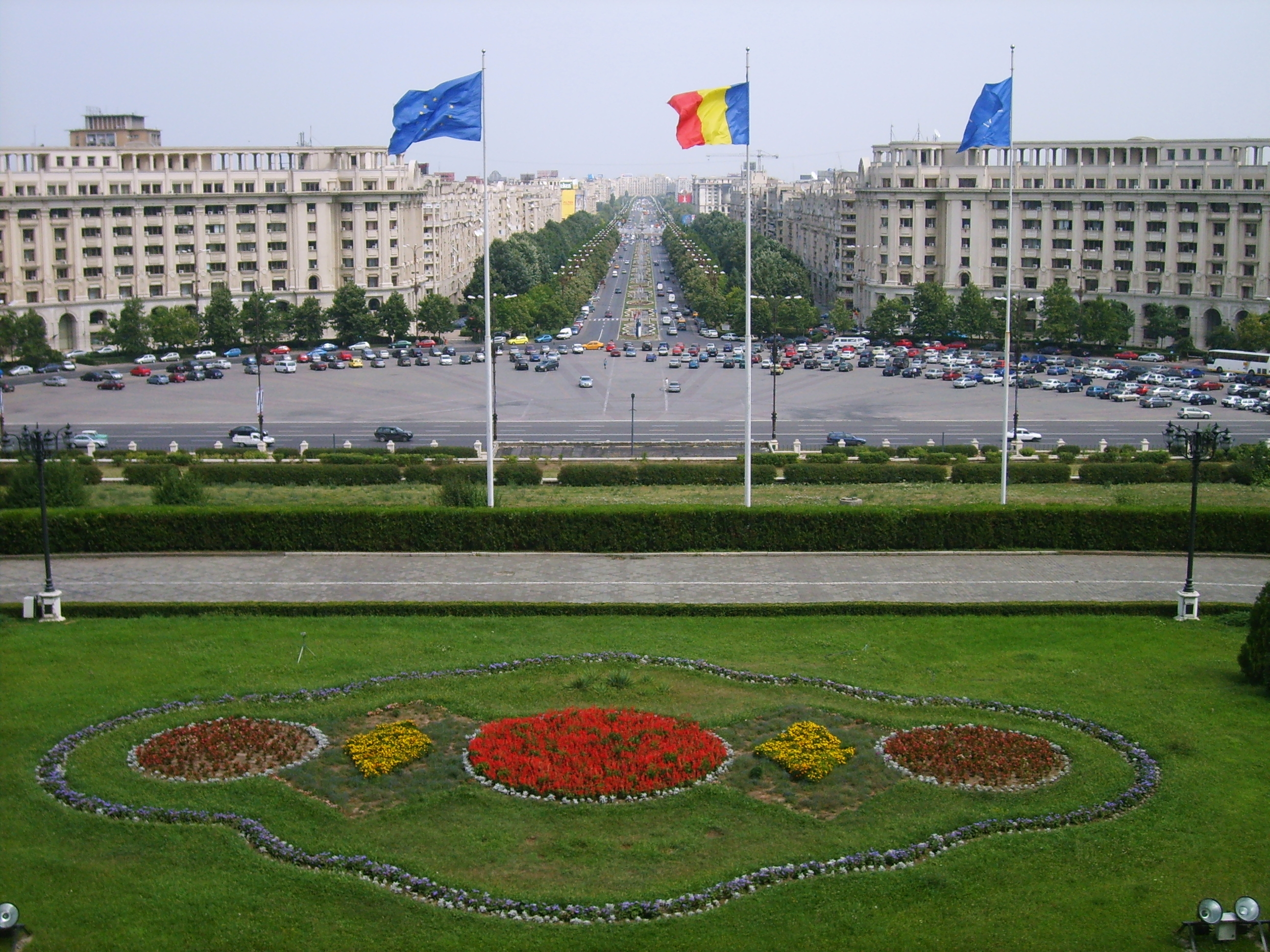
Roemeense vlag voor het Parlementspaleis

De Dag van de Vlag (Ziua Tricolorului) is sinds 1998 een jaarlijkse feestdag in Roemenië. De Dag van de Vlag wordt gehouden op 26 juni.